# Carlos Kleiber

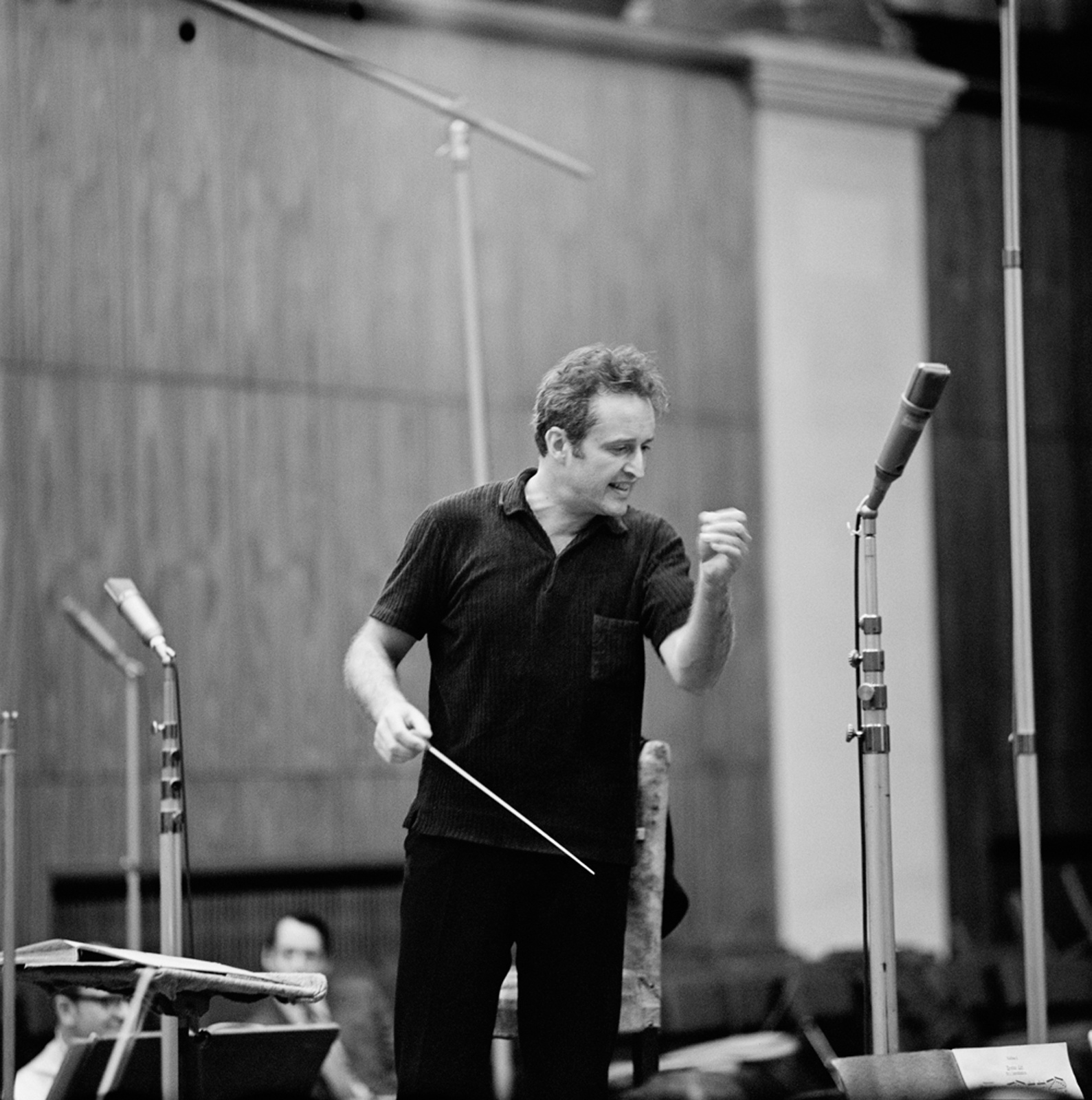
Carlos Kleiber bei einer Schallplatteneinspielung mit der Staatskapelle Dresden (1973)

Carlos Kleiber (eigentlich Karl Ludwig Bonifacius Kleiber; Pseudonym Karl Keller; * 3. Juli 1930 in Berlin; † 13. Juli 2004 in Konjšica, Slowenien) war ein Dirigent österreichischer Abstammung. Kleiber war zunächst und ab 1980 wieder österreichischer (zwischendurch argentinischer) Staatsbürger. Er dirigierte die Neujahrskonzerte der Wiener Philharmoniker 1989 und 1992.

## Leben

### Herkunft und Werdegang
Carlos Kleiber wurde als Sohn des österreichischen Dirigenten Erich Kleiber (1890–1956) und dessen US-amerikanischer Frau Ruth, geb. Goodrich (1900–1967), in Berlin geboren. Seine Eltern lernten sich 1926 in Buenos Aires kennen, wo Ruth Goodrich an der US-Botschaft arbeitete. Sie heirateten am 26. Dezember 1926 in Berlin.
Carlos Kleiber wuchs bis Januar 1935 in Berlin, dann in Österreich, der Schweiz, kurz in Frankreich und ab 1940 in Südamerika auf. Nach der Einreise in Argentinien und einem nur vorübergehenden Aufenthalt in Buenos Aires besuchte er mehrere Jahre ein Internat in Chile. Weitere Stationen waren Kuba, New York und Buenos Aires. Sein Vater hatte als Generalmusikdirektor der Staatsoper Unter den Linden in Berlin eine Einmischung der nationalsozialistischen Machthaber in seine Tätigkeit nicht akzeptiert und war 1935 aus Deutschland nach Argentinien emigriert. Hier wurde aus dem deutschen Karl Ludwig der spanische „Carlos“.
Neben dem Schulbesuch begann Kleiber früh zu komponieren und zu singen, erlernte das Klavier- und Paukenspiel und machte seine ersten prägenden musikalischen Erfahrungen im Gefolge des Vaters, den er zu Proben an das Teatro Colón in Buenos Aires begleitete, wo Erich Kleiber bis zum Ende des nationalsozialistischen Regimes als Dirigent tätig war. Proben und Aufführungen seines Vaters verfolgte er auch in Chile, Montevideo, auf Kuba und in New York. 1949 begann Carlos Kleiber auf Geheiß seines Vaters ein Chemiestudium an der ETH Zürich, brach es 1950 aber ab, um Musik in Buenos Aires zu studieren, wobei ihn sein Vater wiederum unterstützte.

### Orte künstlerischen Wirkens
In Montevideo leitete Carlos Kleiber nach eigenen Angaben erstmals ein kleines Rundfunkorchester. Erste praktische Erfahrungen an einem Opernhaus sammelte er im Teatro de la Plata unweit von Buenos Aires als Assistent und Korrepetitor. 1952 setzte er seine Karriere als Korrepetitor am Gärtnerplatz-Theater in München fort. 1955 debütierte Kleiber mit Gasparone in Potsdam unter dem Pseudonym „Karl Keller“. Nach einer kurzen Zwischenstation an der Wiener Volksoper war er 1957–1964 Kapellmeister an der Deutschen Oper am Rhein, wo er nach Gastspielen am Salzburger Landestheater und in Hamburg ab 1960 ein reiches Repertoire dirigierte.
1964–1966 war er auch am Opernhaus Zürich als Kapellmeister engagiert. 1966–1972 war er Erster Kapellmeister am Staatstheater Stuttgart, wo er sporadisch noch bis 1975 auftrat. 1966 führte ihn ein erstes Auslandsgastspiel mit der Stuttgarter Staatsoper zum Edinburgh Festival, wo er Alban Bergs Wozzeck dirigierte, das Werk, das sein Vater 1925 in Berlin uraufgeführt hatte.
An der Bayerischen Staatsoper hatte Kleiber von 1968 bis 1973 ein Gastengagement, auch danach feierte er dort bis 1988 als Gast Triumphe. Daneben dirigierte er an der Wiener Staatsoper (Tristan und Isolde 1973, Carmen 1978, La Bohème 1985, Der Rosenkavalier 1974 und 1994). 1974, 1975 und 1976 trat Kleiber bei den Bayreuther Festspielen auf, wo er Tristan und Isolde dirigierte. Ebenfalls 1974 trat er erstmals ans Pult der Mailänder Scala und der Royal Opera Covent Garden und leitete jeweils Aufführungen des Rosenkavaliers.
In den USA dirigierte Kleiber nach einem 1977 geplatzten Gastspiel an der San Francisco Opera dann 1978 (und noch einmal 1983) Konzerte beim Chicago Symphony Orchestra – es blieben seine einzigen US-amerikanischen Konzertauftritte. Erst 1988 sah man ihn an der Metropolitan Opera, als er dort in La Bohème mit Mirella Freni und Luciano Pavarotti sein Operndebüt gab. Später leitete er hier auch La traviata, Otello und Der Rosenkavalier.
Ab den 1970er Jahren arbeitete er mit einigen Orchestern immer wieder fest zusammen, vor allem mit den Wiener Philharmonikern und dem Bayerischen Staatsorchester, mit denen er auch mehrfach auf Tournee ging. 1989 und 1994 dirigierte er auf Initiative von Bundespräsident Richard von Weizsäcker zwei Benefizkonzerte der Berliner Philharmoniker, lehnte jedoch das vom Orchester an ihn herangetragene Angebot ab, Herbert von Karajans Nachfolger zu werden.
Carlos Kleiber trat mit fortschreitendem Alter immer seltener auf, obwohl er einer der gesuchtesten Dirigenten war. Nach seiner Zeit in Stuttgart akzeptierte er kein festes Engagement mehr. Ab Mitte der 1990er Jahre zog er sich mehr und mehr zurück. Seine letzten Auftritte fanden auf einer Spanien-Italien-Tournee mit dem Symphonieorchester des Bayerischen Rundfunks Anfang 1999 in Las Palmas, Valencia und Cagliari statt.

### Arbeitsstil
Musikkenner zählen Carlos Kleiber zu den bedeutendsten Dirigenten im Ausklang des 20. Jahrhunderts. Aus einer Umfrage der BBC unter 100 bedeutenden Dirigenten der Gegenwart ging er als größter Dirigent aller Zeiten hervor. Seine Eigenheiten und Ansprüche unterschieden ihn jedoch deutlich von vielen seiner Kollegen. Carlos Kleiber beschränkte sich mit wachsender Karriere und zunehmendem Alter immer mehr auf ein relativ kleines, ausgewähltes Repertoire; er dirigierte mehr und mehr stets dieselben Werke. Bis er den Dirigentenstab vor Publikum erhob, waren oft mehrere Hürden zu nehmen: Überredungskünste durch den Veranstalter, Zusicherung ausreichend bemessener Proben, um dem künstlerischen Anspruch zu genügen, das Lampenfieber des Maestros und seine Selbstzweifel, ein Werk nach seinem Ideal umsetzen zu können. Herbert von Karajans kolportierter Ausspruch, Kleiber dirigiere nur, wenn „sein Kühlschrank leer“ sei, geht vor diesem Hintergrund an Kleibers Wesen und dessen künstlerischem Anspruch weit vorbei. Diskussionen um Kleibers Gagen und deren Rolle bei Verpflichtungen gab es indessen immer wieder; etwa, als er 1996 für ein Konzert mit dem Bayerischen Staatsorchester in Ingolstadt einen Audi A8 als Gage erhielt.
Carlos Kleiber widersetzte sich der Musikindustrie und der manchmal zur Oberflächlichkeit tendierenden Interpretationspraxis strengstens. Es ging ihm weniger darum, die Noten korrekt gespielt zu bekommen, als vielmehr darum, die Intention des Komponisten authentisch und genuin umzusetzen. Hierfür studierte er intensiv die Literatur zu jedem seiner aufgeführten Werke. Der klassische „Gewerkschaftsstrich“ der Orchester veranlasste ihn nicht nur zu intensiven und fordernden Proben, was ihm den Unwillen so mancher Musiker bescherte, sondern insbesondere zu minutiöser Vorbereitung der einzelnen Orchesterstimmen, die er mit seinen eigenen Eintragungen zu Stricharten, Phrasierung, Dynamik und dergleichen versah und die als verbindlich galten.
Die Konzerte Kleibers blieben vielen seiner Zuhörer unvergesslich, selbst den Aufnahmen wird eine besondere Lebendigkeit zugeschrieben. Gerüchte, Carlos Kleiber werde dirigieren, führten auch schon zu einem Ausverkauf der Konzertkarten innerhalb weniger Stunden. Dass Kleibers Funke aber auch ohne lange Proben übersprang, zeigte sich in seinen spontanen Übernahmen von Dirigaten oder in jungen Jahren, als sich der Dirigent mit seinen Wünschen noch nicht so stark durchsetzen konnte. Später scheiterten nicht wenige Engagements, weil Orchester und Opernhäuser seine Bedingungen nicht erfüllten. Letztlich führte dies auch 1982 während der Aufnahme von Richard Wagners Tristan und Isolde in Dresden zum abrupten Ende seiner kurzen Studio-Schallplattenkarriere. Die Einspielung zog sich über Monate hin, und am Ende reiste Kleiber überstürzt noch vor Vollendung der Aufnahmen ab, weil er mit dem Tenor René Kollo aneinandergeraten war. Dass die Passage später in den Studios hinzugefügt wurde (was die Herausgabe überhaupt ermöglichte), führte zu Kleibers Bruch mit der Plattenfirma. (Eterna, die DDR-Plattenfirma für klassische Musik, gab in den 80er Jahren alle großen Wagner-Opern, angefangen mit Rienzi, als Gesamtaufnahmen aus der Dresdner Lukaskirche heraus.)
Kleiber sprach mehrere Sprachen fließend (Deutsch, Spanisch, Englisch, Französisch, Italienisch und Slowenisch), die er in den Proben in den jeweiligen Ländern (und in Briefen) auch eloquent anwendete. Er entzog sich jedoch zeitlebens weitgehend der Öffentlichkeit und gab keine Interviews. Das einzige bekannte Interview, aufgezeichnet anlässlich eines Konzertes beim NDR in Hamburg aus dem Jahr 1960, wurde erstmals in der Kleiber-Biografie von Alexander Werner dokumentiert. O-Töne sind fast ausschließlich über offizielle oder inoffizielle Probenmitschnitte erhalten. Berühmt wurden seine mittlerweile auf DVD veröffentlichten Fernsehaufnahmen der Proben und Aufführungen der Freischütz- und Fledermaus-Ouvertüren mit dem Südfunk-Sinfonieorchester aus dem Jahre 1970, die seinen ganz persönlichen Arbeitsstil anschaulich dokumentieren.
Ein außergewöhnliches Charakteristikum seiner musikalischen Probenarbeit war ein phantasiereiches Imaginationsvermögen, mit dem er insbesondere in symphonischen Werken anhand von außermusikalischen Bildern musikalische Stimmungen und Inhalte anschaulich vermitteln konnte. Seine Instruktionen waren oft sehr phantasievoll, bilder- und geistreich, wie die wenigen Proben-Aufnahmen dokumentieren.
Kleibers Dirigierstil war unkonventionell, da er tendenziell vertikale Schläge innerhalb der üblichen Schlagfiguren zugunsten einer mehr linearen und an der melodischen Führung und dem musikalischen Fluss orientierten gestisch-musikalischen Gestaltung vermied. Oft waren seine Schlagfiguren dem eigentlichen Takt übergeordnet (z. B in Hemiolen und Übergängen) oder folgten dem Phrasen- und nicht dem Taktverlauf. Hinzu kam, wenn nötig, eine große Unabhängigkeit der Hände. Hierdurch erhielt seine Dirigenten-Gestik eine besondere Flüssigkeit und Eleganz, die jedoch nötigenfalls Präzision nicht missen ließ.
Das Phänomen von Kleibers künstlerischem Wirken bestand unter anderem darin, dass ein hochsensibler, menschlich nicht selten empfindlicher Dirigent oft Selbstzweifel und Skrupel überwinden musste, um mit optimalen Arbeitsbedingungen den höchsten, an sich selbst gestellten Ansprüchen zu genügen, die vor allem darin bestanden, ein musikalisches Werk bis in seine charakterlichen, psychologischen Feinheiten hinein durchdrungen und sich angeeignet zu haben, um diese Musikern und Publikum mit großer Authentizität zu vermitteln.

### Privates
Carlos Kleiber war mit der slowenischen Tänzerin Stanislawa Brezovar (genannt Stanka) verheiratet. Sie hatten sich im Ensemble der Deutschen Oper am Rhein in Düsseldorf kennengelernt und lebten in Grünwald bei München.

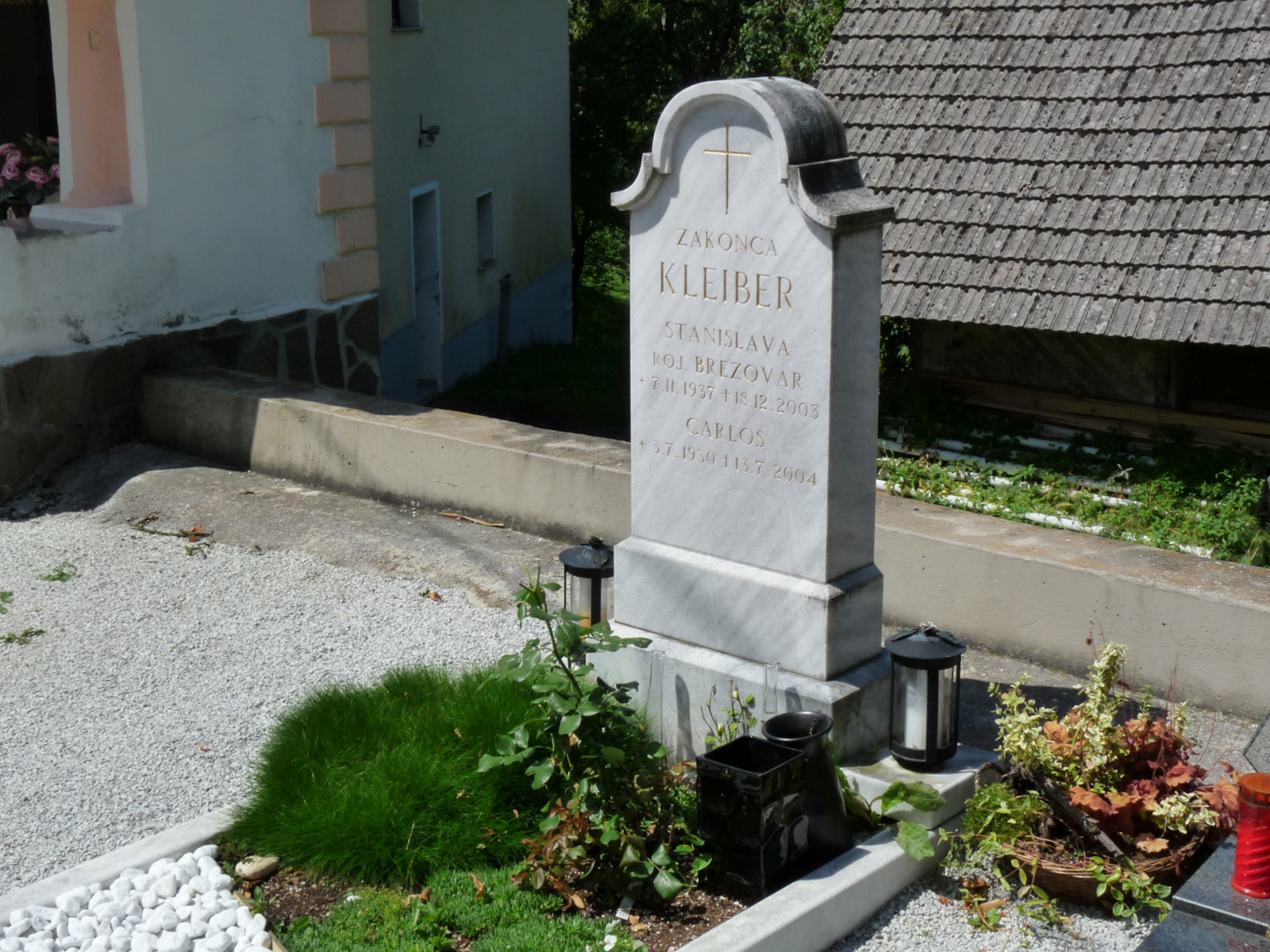
Grab Kleibers und seiner Frau in Konjšica

Carlos Kleibers Tod im Alter von 74 Jahren kam – obwohl er an einem inoperablen Prostatakarzinom erkrankt war – völlig überraschend, so dass Vermutungen laut wurden, er habe seinen Tod selbst herbeigeführt. Bereits beim Tod sowohl seines Vaters als auch seiner Mutter hatte es ebenfalls Vermutungen in Richtung Freitod gegeben. Kleiber starb in seinem Ferienhaus in Slowenien und wurde an der Seite seiner ein halbes Jahr zuvor im Dezember 2003 verstorbenen Frau in dem rund eine Autostunde von Ljubljana entfernt gelegenen Dorf Konjšica (einem Ortsteil von Litija) unweit ihres Geburtsortes Zagorje ob Savi beigesetzt. Stanka und Carlos Kleiber hinterließen einen Sohn (Marko) und eine Tochter (Lillian).
Carlos Kleiber unterhielt Freundschaften mit vielen bedeutenden Künstlern und Kollegen seiner Zeit, unter anderem mit den Dirigenten Herbert von Karajan, Riccardo Muti, Claudio Abbado, Charles Barber und James Levine, den Regisseuren Franco Zeffirelli, Peter Jonas und Otto Schenk und den Sängern Plácido Domingo, Luciano Pavarotti und Lucia Popp.

## Zitate
„Der plötzliche Tod von Carlos Kleiber lässt uns alle sprachlos zurück. Er war ein genialer Mensch, der selbst unter seinen Dirigentenkollegen als der wichtigste Dirigent der zweiten Hälfte des 20. Jahrhunderts anerkannt war. Er war eine Ausnahmeerscheinung in jedem Sinne des Wortes.“

„Wir sind Zeugen seines Ruhms gewesen, seiner beängstigenden Besonderheit, vor allem aber seiner lodernden Kunst.“

„Ich glaube, dass Kunst und Kultur wie Wasser und Luft sind, aber bei Carlos Kleibers Musik fühle ich, wenn man von ihr berührt wird, freut man sich, am Leben zu sein.“

## Auszeichnungen
1978 wurde er mit dem Kulturellen Ehrenpreis der Landeshauptstadt München ausgezeichnet. 1990 wurde er in den Orden Pour le mérite für Wissenschaft und Künste aufgenommen. 1993 erhielt er das Österreichische Ehrenzeichen für Wissenschaft und Kunst, nachdem er 1980 schon die österreichische Staatsbürgerschaft erhalten hatte, ferner den Goldenen Taktstock der Mailänder Scala und den Deutschen Schallplattenpreis, den Bayerischen Verdienstorden, den Bayerischen Maximiliansorden für Wissenschaft und Kunst und das Große Bundesverdienstkreuz mit Stern. 1984/85 wurde er mit dem Premio Abbiati ausgezeichnet.
Die Bayerische Staatsoper und die „Freunde des Münchner Nationaltheaters“ stifteten zum 80. Geburtstag des im Jahre 2004 verstorbenen Dirigenten einen „Carlos Kleiber Preis“ zu dessen Ehren. Der Preis wird seit 2011 alle zwei Jahre an Dirigenten und Korrepetitoren vergeben, die an einer der Münchner Kulturinstitutionen tätig sind oder waren, an der auch Carlos Kleiber gewirkt hatte (Bayerische Staatsoper, Symphonieorchester des Bayerischen Rundfunks, Staatstheater am Gärtnerplatz). Die Auszeichnung ist mit einem Preisgeld von 10.000 Euro verbunden und beinhaltet darüber hinaus einen Gastauftritt als Dirigent an der Bayerischen Staatsoper. Die Jury setzt sich unter anderem aus dem Staatsintendanten und dem Generalmusikdirektor der Bayerischen Staatsoper, einem Mitglied des Bayerischen Staatsorchesters sowie einem Vertreter der Freunde des Nationaltheaters zusammen. Am 4. November 2011 erhielt ihn als erster Preisträger der griechische Dirigent Constantinos Carydis.

## Diskografie
Die Zahl seiner veröffentlichten Aufnahmen ist gering: im Wesentlichen Webers Freischütz, Wagners Tristan und Isolde, zwei Video-Live-Mitschnitte von Strauss’ Rosenkavalier, Verdis La traviata, Otello, Strauss’ Fledermaus (sowohl für die Schallplatte als auch als Video-Live-Mitschnitt), die Beethoven-Sinfonien Nr. 4 (Liveaufnahme und Video), 5, 6 (Liveaufnahme) und 7 (live und sowohl für die Schallplatte als auch als Videoproduktion) sowie die Coriolan-Ouvertüre auf Video, Johannes Brahms’ 4. Sinfonie (Schallplatte und Video) und 2. Sinfonie (Video), Schuberts 3. und 8. Sinfonie (h-Moll; Unvollendete), Mozarts Sinfonien Nr. 33 und 36 (beide auf Video), Haydns Sinfonie mit dem Paukenschlag, drei Variationen aus Bergs Wozzeck, Gustav Mahlers Das Lied von der Erde (Wiener Symphoniker), Dvořáks Klavierkonzert mit Swjatoslaw Richter und die Neujahrskonzerte der Wiener Philharmoniker 1989 und 1992. Die 2. Sinfonie von Alexander Borodin wurde zusammen mit der New Yorker Aufnahme seines Vaters Erich auf CD veröffentlicht. Kurz vor seinem Tode übertrug Kleiber der TDK noch die Veröffentlichungsrechte eines Carmen-Videomitschnitts aus dem Jahre 1978.

## Filmografie
- Spuren ins Nichts – Der Dirigent Carlos Kleiber. (Engl.: Traces to Nowhere – The Conductor Carlos Kleiber.) Dokumentation, Deutschland, Slowenien, Österreich, 2010, 72 Min., Buch und Regie: Eric Schulz, Produktion: Centauri, Servus TV, Erstsendung: 25. Juli 2010.
- Carlos Kleiber – Ich bin der Welt abhanden gekommen. (Engl.: Carlos Kleiber – I am lost to the world.) 2010, Buch und Regie: Georg Wübbolt, Produktion: BFMI, ZDF, 3sat, Erstausstrahlung: 26. Februar 2011. DVD-Veröffentlichung: 21. März 2011 durch C Major Entertainment, Inhaltsangabe von Berlin Phil Media.[20]